# Цуджімура Мічійо
Мічійо Цуджімура (17 вересня 1888 — 1 червня 1969) — японська вчена з біохімії, дослідниця в області сільського господарства. Дослідження, якої зосереджувались на компонентах зеленого чаю. Вона була першою жінкою в Японії, яка отримала ступінь доктора сільського господарства.

## Біографія
Народилася в 1888 році в теперішньому Океґаві у префектурі Сайтама. Відвідувала жіночу школу префектури Токіо, яку закінчила в 1909 році, і відділ науки в Вищій нормальній школі міста Токіо. Там її навчав біолог Коно Ясуй, який і надихнув у Цуджімурі інтерес до наукових досліджень. У 1913 році закінчила навчання і влаштувалася вчителькою в середній жіночій школі Йокогами в префектурі Канагава.
У 1917 році вона повернулася в префектуру Сайтама, щоб викладати в жіночій нормальній школі Сайтами.
Дослідницька кар'єра Цуджімура розпочалася в 1920 році, коли вона вступила до Імператорського університету Хоккайдо як лаборант. У той час університет не приймав жінок-студенток, тому Цуджімура працювала на неоплаченій посаді в Лабораторії харчових харчових продуктів кафедри сільськогосподарської хімії університету. Там вона дослідила харчування шовкових черв'яків перед тим, як перейти в Медико-хімічну лабораторію при Медичному коледжі Токійського імператорського університету в 1922 році.
Вона працювала в лабораторії Уметаро Сузукі, доктора сільського господарства, досліджувала харчову хімію. Цухімура та її колега Сейтаро Міура виявили вітамін С у зеленому чаї в 1924 році та опублікували статтю під назвою «Про вітамін С в зеленому чаї» у журналі «Bioscience, Biotechnology and Biochemistry». Цей висновок сприяв збільшенню експорту зеленого чаю до Північної Америки.
У 1929 році Цуджімура виділив із зеленого чаю флавоноїдний катехін. Вона видобула танін у кристалічній формі із зеленого чаю в 1930 р. Її дипломна робота про складові зеленого чаю під назвою «Про хімічні компоненти зеленого чаю» отримала докторський ступінь сільського господарства в Токійському імператорському університеті в 1932 році, що зробило її першою жінкою в Японії, яка отримала таку ступінь. Пізніше Цуджімура була професором Токійської жіночої вищої нормальної школи з 1950 р. і була першим деканом факультету домашньої економіки.
Цуджімура вийшла у відставку з Університету Очаномідзу в 1955 році, але продовжувала читати лекції неповний робочий день до 1961 року. Вона була професором жіночого університету імені Йіссена в Токіо з 1955 по 1963 рік, там вона стала професором. Вона була удостоєна Японської премії сільськогосподарської науки в 1956 р. За дослідження зеленого чаю і була присвоєна орден «Дорогоцінна корона четвертого класу в 1968 році». Померла в Тойохасі 1 червня 1969 року у віці 81 років.